# The Neverhood
The Neverhood — культова відеогра в жанрі квест, розроблена студією Pencil Test Studios. Гра була випущена в листопаді 1996 року. Примітно, що вся ігрова обстановка і персонажі виконані з пластиліну, покадрово знятого за допомогою камери, тобто за допомогою пластилінової анімації. Головний дизайнер гри — Дуглас ТенНейпл.

## Сюжет
Сюжет гри Небувальщина полягає у подорожах сюрреалістичними місцевостями, на яких розміщено будівлі та інші натяки на проходження гри, усі розташовані над нескінченною ігровою порожнечею.
Небувальщина дивакувато пустельна, із небагатьма персонажами: Клейманом (головний протагоніст і персонаж гравця), Віллі Тромбон (містична особистість, яка допомагає Клейману у його подорожах), Клогг (ігровий антагоніст, схожий на спотвореного Клеймана) та різноманітна фауна, яка населяє Небувальщину (горезвісні «тхори», монстри, крабоподібні істоти, які переслідують Клеймана і Віллі у певних проміжках гри). Більшість ігрової історії описано у «Залі Досягнень», знаменитою своєю протяжністю, яка займає кілька хвилин подорожі із одного кінця зали до іншого.
Гра починається із пробудження Клеймана у кімнаті та дослідженні ним Небувальщини, збиранні різноманітних касет, які, як виявляється, містять роз'єднану історію, яку оповідає Віллі (яку Клейман переглядає через різноманітні термінали, розкидані по місцевості). У ході подорожі Клеймана по Небувальщині, їх дороги із Віллі раптово перетинаються, коли. Віллі погоджується допомогти Клейману у його подорожі, поки Клогг шпигує за ними здаля. Врешті-решт, розслідування Клеймана виводить його прямо на фортецю Клогга, де Клейман заручається допомогою Великого Робота Біла, велетенської автоматичної машини і друга Віллі.
У той час, як Біл (із Клейманом і Віллі на борту) йде маршем до фортеці Клогга, Клогг випускає в бій варту, Механічну Потвору, щоб перешкодити Білу. Двоє гігантів б'ються і БІл здобуває перемогу, але коли він силується відчинити браму фортеці, щоб Клейман міг увійти, Клогг тяжко ранить Біла, вистрілюючи з гармати по ньому. Клейманові вдається пробратися всередину, але Біл втрачає рівновагу і падає у порожнечу із Віллі, який усе ще знаходиться всередині Біла.
Насамоті, у фортеці Клогга, Клейман знаходить останню із Вілліних касет, відкриваючи для себе усю розповідь про Небувальщину. Небувальщина є творінням богоподібної істоти на ім'я Гоборг, який створив Небувальщину, маючи надію ощасливити себе. Усвідомлюючи, що він усе ще був на самоті, Гоборг створює собі компаньйона, сіючи зерно у грунт, яке проростає Клоггом.
Гоборг вітає Клогга у Небувальщині, але пізніше, Клогг намагається забрати Гоборгову корону, на що Гоборг встановлює заборону.
Заздрісливому Клоггу вдається викрасти Гоборгову корону, роблячи Гоборга нездатним до дії, та сила корони спотворює зовнішність Клогга.
Зі знерухомленим Гоборгом будь-який подальший розвиток Небувальщини припиняється.
Свідком цього стає Віллі (він та Біл є творіннями Гоборгового брата Оттоборга), який дізнається, що Гоборг якраз планував посадити зерно, щоб створити ще одного компаньйона. Вілі бере зерно та садить його далеко від Клогга, сподіваючись, що, хто б не проріс із цього зерна, він неодмінно здолає Клогга.
Проростаючи, це зерно стає Клейманом. Історія завешується, коли Віллі передає Клейманові ключ від тронної зали Клогга через монітор термінала, сподіваючись, що Клейман знатиме, що робити, коли настане час протистояти Клоггові.
Після цього Клейманові вдається увійти до тронної зали, де на нього чекають Клогг та нерухомий Гоборг.
Клогг намагається відмовити Клеймана від оживлення Гоборга, спокушаючи його Гоборговою короною.
З цієї миті гравець може вирішувати, чи прийняти Клоггову пропозицію, чи взяти корону, щоб оживити Гоборга.
Якщо гравець вирішує забрати корону собі, Клогг злорадіє здійсненню своєї перемоги, спостерігаючи, як корона спотворює Клеймана, уподібнюючи його до Клогга. Щойно спотворений Клейман пересилює Клогга та проголошує себе новим правителем Небувальщини.
Якщо гравець вирішує оживити Гоборга, то Клейман відволікає Клогга та вдягає корону на голову Гоборга, цим оживляючи його.
Поки Гоборг дякує Клейманові, Клогг намагається вразити їх обох із засідки, вистрілюючи із власної гармати, яка виносить його самого із замку у порожнечу.
Повертаючись до будинку, звідки почалася Клейманова подорож, Гоборг продовжує населяти Небувальщину, призначаючи святкування, коли він завершить.
Однак, Клейман тужить по втраті Віллі та Біла і Гоборг вирішує вжити свої сили, щоб врятувати Віллі та Біла (на велику радість Клеймана) і гра завершується Гоборговими словами «Чоловіче, це добрі справи».

## Розробка
Дугласу ТенНейплу прийшла в голову ідея створити пластиліновий світ у 1988 році. Тоді він створив десь 17 пластилінових структур у рамках свого задуму. 1995 року Тен полишив компанію Shiny Entertainment⁣, бо був незадоволений діяльністю її керівника Девіда Перрі. Через два тижні на виставці E3 він оголосив, що створив свою власну компанію The Neverhood, Inc., серед працівників якої були розробники ігор Earthworm Jim 1 та 2. Тоді саме розпочала діяльність компанія DreamWorks Interactive, що належала Стівену Спілбергу, якій потрібні були свіжі та незвичні проекти. Тен звернувся до Спілберга з ідеєю гри, заснованої на пластиліновій анімації й Спілберг погодився на її випуск. The Neverhood, Inc. уклала угоду з DreamWorks Interactive і Microsoft і розробка гри розпочалась. The Neverhood вийшла в 1996 році після року роботи над нею. Елементи гри були повністю відзняті бета версією камери Minolta RD-175, що робить її першим виробом заснованим на ляльковій анімації, коли при створенні професійного продукту використовували цифрову камеру для масового продажу.